# Söromsjöbygden
Söromsjöbygden, eller Södra Venjan, ligger i hjärtat av det svenska landskapet Dalarna utmed Vanådalen, där Mora, Malung och Vansbro kommuner möts. Söromsjöbygden är den södra delen av Venjans socken och består av byarna Kättbo, Gävunda, Kättboåsen, Finngruvan, Landbobyn, Johannisholm, Siknäs, Vimosågen, Finnbodarna och Brintbodarna.

## Namnet
Söromsjöbygden kommer av "Söromsjön" vilket ska tolkas som söder om sjön. Sjön som avses är Venjanssjön. Andra benämningar är Söromsjö fjärding, Söromsjön.

## Administrativ historik
Ursprungligen hörde byarna Venjan, Kättbo och Gävunda, till Mora. 1607 stadgade Karl IX att Venjans by skulle bli en egen kyrksocken. Redan efter ett år stod det klart att befolkningen i Venjan inte var tillräcklig för att täcka utgifterna för kyrkobyggnation samt prästgård och prästlön. 1608 bestämde kungen att även Kättbo och Gävunda skulle införlivas i Venjans socken. Något som byborna motsatte sig och formellt protesterade mot 1613.
1923 bildade byarna i Söromsjöbygden Söromsjö kyrkobokföringsdistrikt.

## Byarna
- Gävunda
- Kättboåsen
- Landbobyn
- Johannisholm
- Siknäs
- Vimosågen
- Finnbodarna

### Kättbo
Kättbo är en by i Venjans församling, Mora kommun bestående av två delar skilda åt av ett sund i Kättbosjön. Södra Kättbo är en småort med 77 invånare år 2005. I Södra Kättbo finns Kättbo kapell och en ishockeybana. Norra Kättbo ligger norr om Kättbosjön och förbinds med södra delen av byn med en cirka 160 meter lång bro. Här finns bygdegården. Genom Norra Kättbo passerar också väg E45.
Tidigare fanns en vacker bågbro över sundet som var byggd 1910. Den raserades vid en olyckshändelse 1987.
Byn var tidigt befolkad vilket till viss del kan bero på att "vägförbindelse" fanns mellan västra och östra Dalarna redan på 1440-talet och den passerade Kättbo. En vinterväg mellan Siljan och Kättbosjön som kallades Havsgatan finns dokumenterad från denna tid och bekräftar Kättbos tidiga roll som genomfartsled.
I byn fanns tidigt gästgiverigårdar eller skjutställen. I övrigt finns ett bra fiske och den mycket aktiva idrottsföreningen har gym, solarium, fina skidspår och en skotersektion. Vintertid kan periodvis Kättbosjöns is inbjuda till härliga skridsko turer. 
Kring byn finns gott om bra skogsbilvägar som också är trivsamma cykelvägar eller som vintertid kan användas för sköna turer med spark eller skidor och för promenader. I byn fanns tidigare ett postkontor och underlag för två livsmedelsbutiker.

### Finngruvan
"Sveriges ålderdomligaste by" enligt Björn Gidstam i boken Dalarna (1987).
Under 1500 och 1600-talen flyttade finnar till Dalarna, så även till Venjan. När detta upptäcktes av Venjansborna for de dit och högg bort knutarna på husen så de föll ihop. Att bränna ner dem skulle ha varit nidingsdåd. På detta sätt kunde husen ramla ihop av sig själva. Finnarna protesterade hos prosten i Mora, således måste detta ha skett innan församlingsbildandet 1607, som hänvisade dem till Gruvorna. I Grovvor, som byn kallas på det lokala målet, fanns ett lertag. I norra Dalarna är lertag ovanliga och därav ett gruvfynd.
Det var tre bröder som flyttade till Finngruvan: Karl, Pekka och Johan, detta har bekräftats i kyrkböcker. I byns norra ände finns rester av Pekkatäkten kvar. Ättlingar till dessa "stamfäder" lever där än idag och flertalet har god kunskap om sin härstamning och sitt släktskap många generationer tillbaka.
Ola Bannbers skriver i "Venjan 350 år": "När jag för 10 år sen såg denna by för första gången kände jag mig försatt till en annan tid, och en annan värld. De ofantliga röjningsrösena överväldigade mig i deras egneskap av vittnesbörd om en ofattbar arbetsmöda". Detta och annat kanhända ha gett inspiration till Gidstams uttryck samt gett upphov till det dokumenterande som hembygdsföreningen gjorde 1919, inklusive fotografierna av Karl Lärka.
Från sin befolkningsmässiga högpunkt i mitten av 1900-talet med ca 200 invånare har byn gradvis, i samband med industrialisering och välfärdssamhällets framtågande, tappat befolkning. Byn har idag (maj, 2012) 13 bofasta.

### Brintbodarna
Brintbodarna ligger i södra delen av Söromsjöbygden och var med namnet Brintbodarne station på Inlandsbanan. Se vidare Brintbodarna.

## Musik och kultur

### Säckpipa
Söromsjöbygden var ett av få områden i Sverige där den gamla nordiska säckpipan fortfarande användes som ett folkmusikinstrument. Så sent som i mitten av 1900-talet sålde en bybo i Finngruvan ritningar till en säckpipa till besökare från Stockholm. Vidare har Sveriges radio varit i Finngruvan och intervjuat äldre bybor om säckpipespelare. En sådan kallades "pipkalln". En säckpipa från Finngruvan har tidigare funnits på Skansen eller Nordiska museet, idag ska den finnas på Dalarnas museum.
Per-Ulf Allmo skriver om byn Gruvan i Söromsjöbygden, bland annat om en "Stor-Jerk" som kunde spela pipa. Det finns anledning att tro att författaren avser Sturk-Erik (Sturk-Jerk), då det inte finns något gårdsnamn i Finngruvan som heter "Stor".

### Låtar från Venjan/Söromsjöbygden
Erik Plan från Finngruvan har nedtecknat ett antal brudmarscher och polskor, som finns i Med Dalälven från källorna till havet.

## Vasaloppet
Bybor har vid olika tillfällen deltagit i historiska händelser, som när Gustav Eriksson Vasa flydde undan danske kung Kristian ll, Kristian Tyrann, via Lübeck, Kalmar och upp genom landet i sina försök att mobilisera svenska allmogen mot danskarna. När han trots sin vältalighet misslyckades även i Mora flydde han mot Norge vid nyårstid 1520. När Morafolket några dagar senare fått ytterligare bevis för att Gustav Vasas farhågor för fosterlandets väl var välgrundade skickade man iväg de två välkända skidlöparna Lars från Kjettilbo och Engelbrekt från Myckelåsen (troligtvis fäbod norr Finngruvan) om att försöka skida ikapp Gustav Vasa innan han hann in i Norge. Vid Sälens by hann de upp honom och bad honom bli dalkarlarnas härförare i kampen för fosterlandet. Det var historiens första Vasalopp. Denna händelse var upprinnelsen till det 400 år senare, 1922, startade Vasaloppet med devisen "I fädrens spår för framtids segrar".
Dagens historiker är idag överens om att Gustav Vasas färdväg troligtvis gick över Kättbo och kanske även Venjan mot Sälen. Det fanns färdvägar mot Västerdalarna redan på 1500-talet och den blivande kungen kunde få skjuts med kyrkfolk.

## Dalmål
Dalmålet i Söromsjöbygden hör till Ovansiljanmålen  och de egentliga dalmålen. Därtill hör dativformer och verböjningar som inte finns i rikssvenskan. Exempel:
kalvens mamma - kåvens mamma
mjotji a kåven - mjölk  till/för kalven
itta - det här
eda - det där
donda - den där
jag är - i e
vi - wur e
ni - ir e
de - dem e
issö wuku - den här veckan
issn kalln - den här karlen
issö kelindji - den här käringen
issär önger - de här ungarna
i wart sjok - jag blev sjuk
an wart sjok - han blev sjuk
dem wart sjoker - de blev sjuka
ir wart sjoker - ni blev sjuka
djärg - spindel
tönglä - måne
stjirä - filmjölk (långfil)
fjåsä - ladugården
mack - mask, agn
assholi - Arsel
ampär - aktiv
åder - andra, annan
jöllock - arg, elak

## Personer
- Gustaf Schröder - Bodde många år i Finnbodarna där han skrev ett flertal böcker om jakt och fiske.
- Kerstin Thorborg - Operasångerska född i Siknäs.